# Закарпатская область
Закарпа́тская о́бласть (укр. Закарпа́тська о́бласть), разг. Закарпа́тье (укр. Закарпа́ття) — область на западе Украины. Административный центр и крупнейший город — Ужгород, другие крупные города — Мукачево, Хуст, Виноградов, Берегово, Свалява, Рахов, Иршава, Тячев, Чоп, Перечин.

## История
Городище дакийской культуры в Малой Копани (5 га) было одним из ремесленных, политических и духовных центров доримской Дакии.
Территорию Закарпатья с древнейших времён заселяли представители славянской этнической общности. Так, с конца II века отмечается вторая волна расселения пшеворских племён, в ходе которой группы этого населения проникли в Закарпатье, а к середине V века относятся памятники раннесредневековой славянской культуры пражского типа, сосуществовавшей с культурой карпатских курганов.
К IX веку территория Закарпатья пребывала под влиянием Великой Моравии и Болгарского Царства.
В 896 году начался переход кочевых племён угров через Карпаты в Среднее Придунавье, освоение которого длилось на протяжении X века. Край был постепенно включён в состав Венгерского княжества, а с XI века — Королевства Венгрия. На территории области было сформировано четыре комитата — Унг, Берег, Угоча, Мараморош.
В XIII веке часть Закарпатья, с центром в Мукачево, была пожалована Льву Даниловичу, женатому на дочери короля Венгрии Белы IV — Констанции, в качестве приданого.
После завоевания части Венгрии Османской Империей в 1526 году и дальнейшего распада королевства на три части, территория края входила в состав Венгерского королевства, престол которого заняли Габсбурги, и Княжества Трансильвании. С 1804 года — в составе Австрийской Империи, а с 1867 — Австро-Венгрии.
В 1918—1919 годах территория была оккупирована чехословацкой и румынской армиями, в мае 1919 года собрание в Ужгороде провозгласило желание войти в состав Чехословакии. 10 сентября 1919 года по Сен-Жерменскому договору под названием «Подкарпатская Русь» (чеш. Podkarpatská Rus, чеш. Země Podkarpatoruská), с центром в Ужгороде, вошла в состав Чехословакии. В Чехословакии территория была разделена на районы.

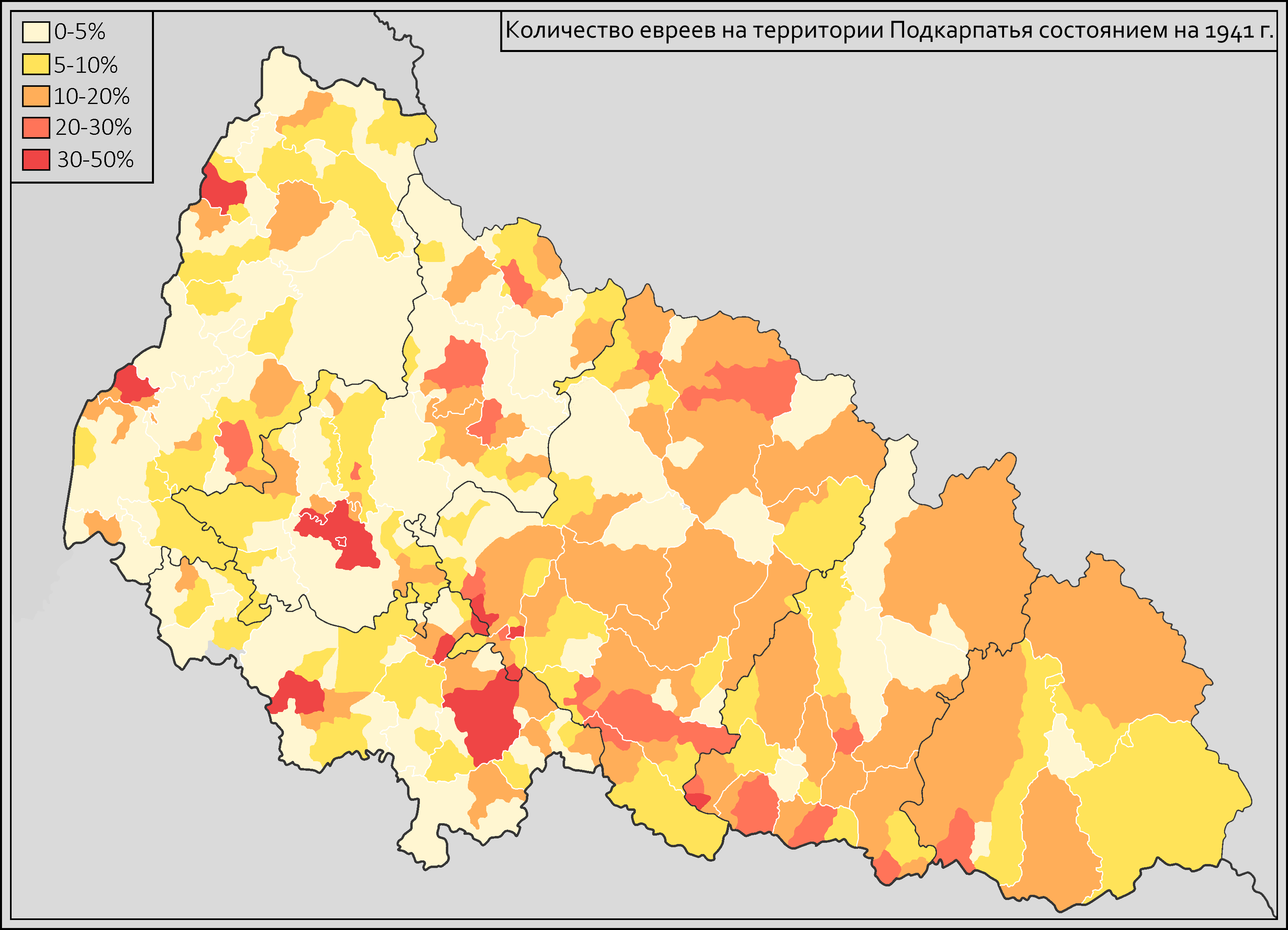
Численность евреев в 1941 году

С 22 ноября 1938 года получила статус автономной единицы, однако часть её территории с наибольшими городами Ужгород, Мукачево и Берегово была передана в состав Венгрии, по результатам Первого Венского Арбитража. После аннексии Германией Судетской области Чехословакии (см. Мюнхенское соглашение 1938) в Закарпатье 15 марта 1939 года премьер-министром автономного правительства Подкарпатской Руси Августином Волошиным было провозглашено независимое государство — Карпатская Украина. В тот же день были введены венгерские войска и край вновь включён в состав Венгрии.
В 1944 году Закарпатье было занято советскими войсками и провозглашена Закарпатская Украина.
29 июня 1945 года в Москве было подписано соглашение о вхождении бывшей Подкарпатской Руси в состав УССР (соглашение 186/1946 Sb. чехословацкого законника). Соглашение было окончательно ратифицировано чехословацким парламентом 22 ноября 1945 года. Кроме того, Чехословакия согласилась передать СССР около 250 км² территории в окрестностях Чопа — 12 населённых пунктов (Батфа, Галоч, Малые Селменцы, Паладь, Комаровцы, Палло, Ратовцы, Соломоново, Сюртэ, Тисаашвань, Тыйглаш, Чоп), которые не были частью Подкарпатской Руси, а были частью словацкого Унга (велькокапушанского района) и Земплина (кралёвохлмецкого района). 22 января 1946 года Указом Президиума Верховного совета СССР в составе Украинской ССР была образована Закарпатская область. 4 апреля 1946 года деревня Лекаровцы (словац. Lekárovce) была передана Чехословакии из состава Закарпатской области.
Демаркация новой советско-чехословацкой границы была проведена в декабре 1945 — январе 1946. С советской стороны комиссию возглавлял генерал-майор Постников, с чехословацкой полковник Эмиль Перко. Картографические измерения провели с советской стороны начальник топографического отдела штаба Прикарпатского военного округа полковник Алексей Михайлович Агалаков, с чехословацкой профессор ЧВУТ инж. Франтишек Богушак.
В 1991 году после провозглашения Украиной независимости Закарпатская область осталась частью этого государства.

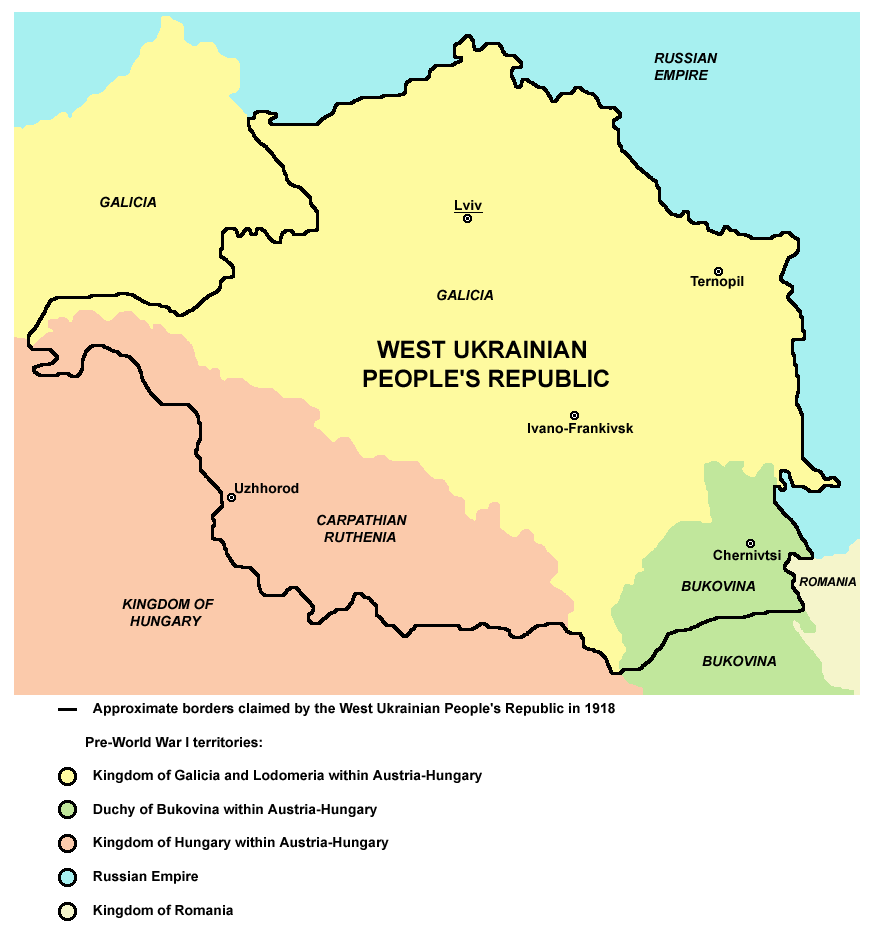
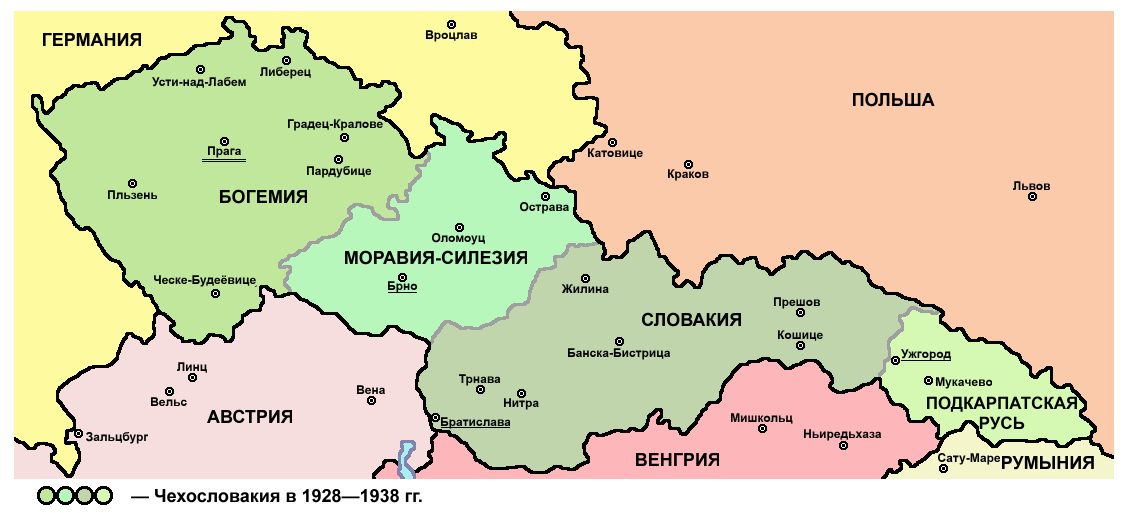

## География

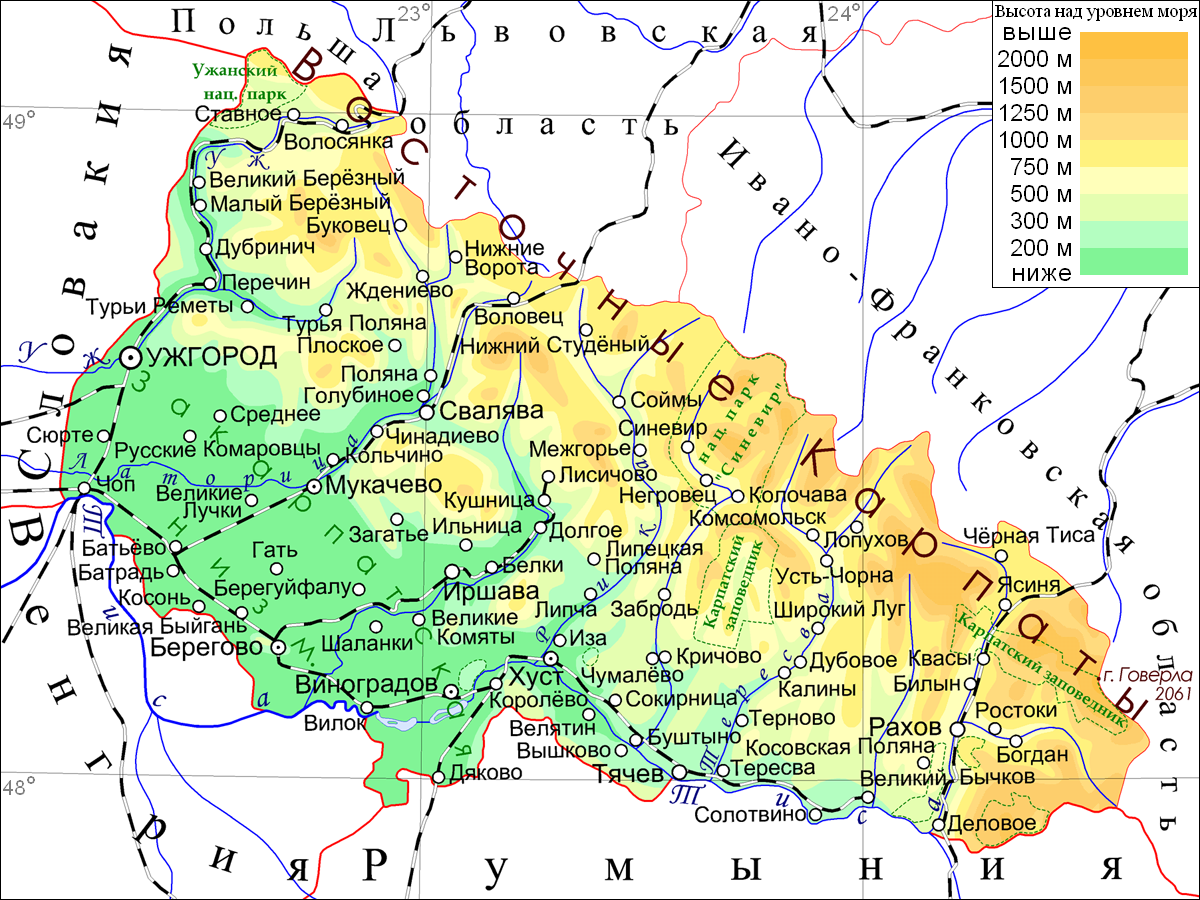
Карта Закарпатской области

Закарпатская область расположена на юго-западных склонах и предгорьях Украинских Карпат, а также включает Закарпатскую низменность. На юге область граничит с Румынией (жудецы Сату-Маре и Марамуреш), на юго-западе — с венгерским медье Сабольч-Сатмар-Берег, на западе — с Прешовским и Кошицким краями Словакии и на севере — с Подкарпатским воеводством Польши. Это единственная область Украины, граничащая со Словакией и Венгрией. Также это единственная область Украины, граничащая с четырьмя иностранными государствами. Таким образом, Закарпатская область является своеобразным украинским «окном в Европу». На севере и востоке область граничит с двумя другими областями Украины — Львовской и Ивано-Франковской. По площади область занимает предпоследнее место среди двадцати четырёх украинских областей, опережая лишь Черновицкую область.
Территория области составляет 12 753 км², численность населения — 1 259 068 человек (по состоянию на 1 сентября 2014), что соответствует 2,11 % территории и 2,78 % населения Украины. Влажный, тёплый район.

### Рельеф

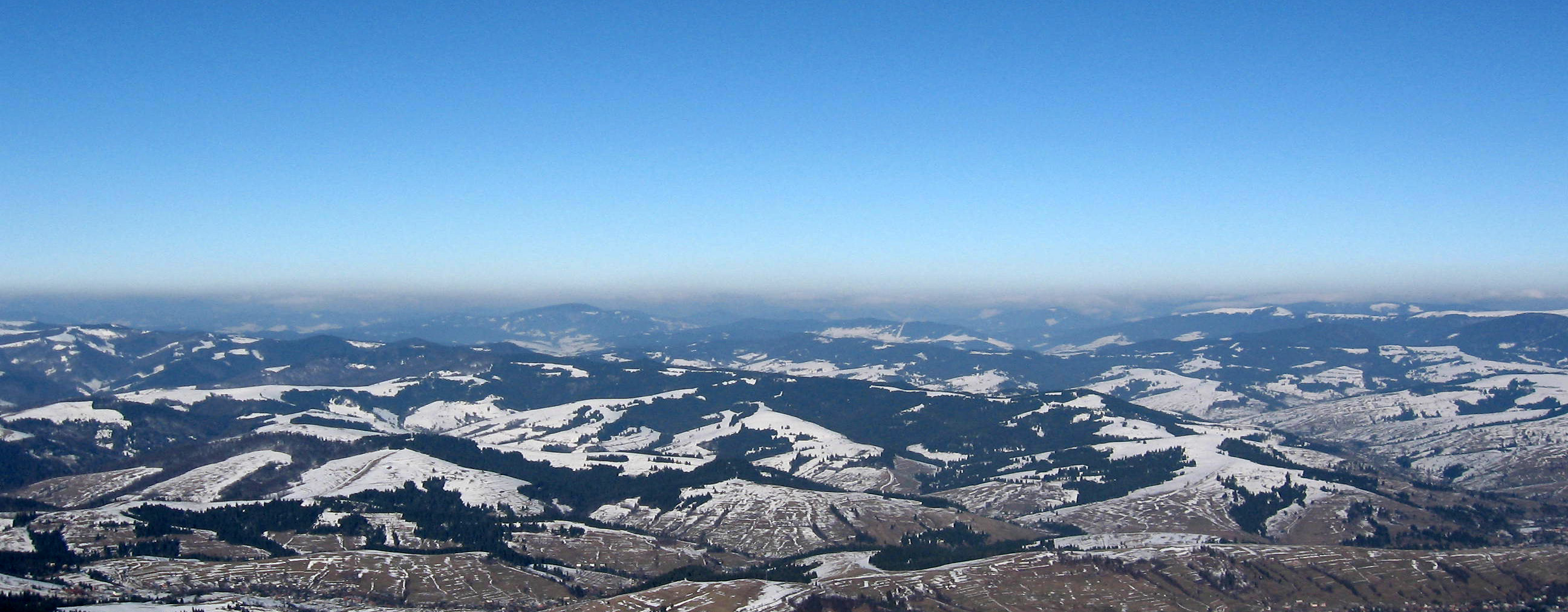
Панорама Карпатских гор, вид с Боржавского массива

Около 80 % территории области составляют Украинские Карпаты, расположенные тремя главными хребтами (Верховинский хребет, Водораздельный хребет и Полонинский хребет), а также хребтом Вулканические Карпаты и четырьмя менее крупными, но более высокими горными массивами (Черногора, Свидовец, Горганы и Раховский массив). Вершины Черногорского хребта являются высочайшими на территории Украины — вершины Поп-Иван, Бребенескул и Петрос превышают 2 км в высоте, а гора Говерла достигает высоты 2061 м, являясь высочайшей точкой области и Украины. От северо-восточных склонов Карпат Закарпатье отделяют перевалы: Яблунецкий (Яблоницкий), Торуньский, Ужокский, Верецкий,Воловецкий и Легионов высотой от 931 до 1110 м над уровнем моря. Большая часть населения проживает на Закарпатской низменности (высотой до 250 м), занимающей чуть менее 20 % территории области.
На территории области протекает 9429 рек и потоков. Крупнейшей из них является Тиса (Тисса), левый приток Дуная, образующийся со слиянием Белой и Чёрной Тисы. В границах области её протяжённость составляет 240 км. Все крупные реки области впадают либо в саму Тису, в том числе Боржава, Рика, Тересва и Теребля, либо в Бодрог на территории Словакии (Латорица и Уж). В области находится 137 естественных озёр, в основном ледникового происхождения, самым большим и глубоким озером Закарпатья является Синевир. Традиционно считается, что географический центр Европы находится на территории Закарпатья близ посёлка Деловое Раховского района (эта точка зрения ныне оспаривается).

### Климат
В Закарпатье господствует умеренно континентальный климат с преобладающим влиянием Атлантики. Средняя температура воздуха в июле составляет до +21 °C, а зимой −4 °C (на высокогорье до −10 °C). Температурный максимум составляет +40 °C (зафиксирован в 2010 году), а абсолютный минимум −41 °C (зафиксирован в 1993 году). Лето на равнине длительное и жаркое, продолжается до 135 дней (от первой декады мая до середины сентября), в горах на высоте 600 м длится менее 70 суток. Характер относительно мягкой зимы варьируется в зависимости от года и высоты, в горных районах её длительность доходит до 5 месяцев. Среднегодовая температура в низинных районах Закарпатья составляет около +9,5 °C.
Распределение осадков крайне неравномерно и связано с высотной поясностью. Так, в Береговском районе количество осадков составляет 640 мм в год, в предгорном Ужгороде — 805 мм, в горах — 1000—1500 мм. Своеобразным «полюсом влажности» считается Русская Мокрая в Тячевском районе — там в среднем выпадает 2499 мм осадков в год. Снежный покров, устанавливающийся обычно в начале декабря, неустойчив; часты оттепели, однако в снежные зимы толщина покрова достигает 200 см в горах и 80 см на низинах.

### Почвы
Почвенный покров Закарпатья очень разнообразен. Для каждой рельефной зоны характерна своя группа почв, хотя в целом их можно отнести к смешанным бурозёмно-подзолистым.
На равнине распространены дерново-оподзоленные глееватые почвы и глеевые или бурые глеевые почвы.
Для предгорья характерны бурозёмно-подзолистые, а в горной местности преобладают бурые лесные, дерново-бурозёмные и горно-луговые почвы.
Флора и фауна Закарпатья принадлежит к числу богатейших и лучше всего сохранившихся во всей Европе. Леса, являющиеся основным богатством Закарпатья, ныне занимают более 45 % его территории (из стран Центральной Европы с этим показателем может сравниться только Словакия, 41 %), хотя в начале XIX века они покрывали 85 % земель области.
Закарпатские леса различаются по составу древесных пород в зависимости от области вертикальной поясности. Закарпатская низменность ныне в большей степени может быть отнесена к лесостепной зоне, так как леса сохранились только на 15 % равнинных территорий Закарпатья. Равнинные леса в большинстве своём — дубово-грабовые, хотя здесь встречаются также ольха и берёза. Предгорья покрыты преимущественно дубовыми или буковыми лесами. Бук европейский доминирует, начиная с 700—800 м над уровнем моря. На высоте от 1000—1200 м к буку добавляются также ель и пихта, а ещё выше смешанные хвойно-буковые леса уступают место хвойным. Выше 1500—1600 метров для Закарпатья характерны субальпийские и альпийские луга, известные как полонины.

### Фауна
В Украинских Карпатах водится 74 вида млекопитающих (из 102, встречающихся на Украине). 69 из них постоянно обитают в Закарпатской области. Значительный промышленный потенциал имеют популяции копытных животных, являющиеся крупнейшими в стране. Парнокопытные представлены 5 видами: встречаются благородный олень, дикий кабан, косуля европейская, а также два интродуцированных вида — муфлон и лань. Кроме них, на территорию области на длительное время заходят из соседних регионов зубры. В структуре копытных животных преобладают косули, составляя 57 % от общего поголовья. Численность кабанов (3937 особей в 2000 году) и оленей (4333 особей) является одной из высочайших на Украине. Тем не менее, браконьерство и неблагоприятные погодные условия периодически вызывают значительное падение количества крупных животных.
Из хищных в области встречаются рысь, лесной дикий кот, бурый медведь, лиса, волк, ласка, хорёк, барсук, выдра, горностай, по два вида норок и куниц, а также акклиматизированная дальневосточная енотовидная собака. Выдра, барсук, горностай, рысь и лесной кот занесены в Красную книгу Украины. Важную роль для спасения исчезающего лесного кота играет его закарпатская популяция, состоящая из более чем 500 особей. Изображённый на гербе области бурый медведь (237 особей в области по состоянию на 2000 год) на территории Украины ныне встречается только в Карпатах. Кроме названных, в Закарпатской области водятся насекомоядные (крот, ёж, бурозубки, белозубки, куторы), грызуны (от альпийской снеговой полёвки до типично степного хомяка), зайцеобразные (заяц-русак), рукокрылые (большинство из которых занесено в Красную книгу). Некоторые виды (заяц-беляк, серна) в области были уничтожены в XIX — начале XX века.
281 вид птиц Закарпатья составляет более 80 % всей орнитофауны Украины. Из них гнездовыми являются 127 видов (44 %), оседлыми — 60 (23 %), перелётными — 48 (17 %), залётными — 38 (13 %), зимующими — 8 (3 %). Оседлыми, в частности, являются глухарь, тетерев, рябчик, серая куропатка, фазан, сова, неясыть, филин, сыч, беркут, большой и малый ястребы, сойка, дятел, ореховка, синица, воробей, чиж, зяблик, жаворонок, клёст. Остальные виды (иволга, дрозд, ласточка, сорокопут, утки) также весьма распространены. Особенной защиты требуют уникальные популяции хищных и совообразных птиц, так как практически все охраняемые украинские птицы этих отрядов (беркут, змееед, мохноногий сыч, орёл-карлик, филин, сычик воробьиный, скопа, сокол-сапсан) встречаются в области, а также населяющие высокогорные темнохвойные леса Карпат глухари, тетерева и рябчики.
Из пресмыкающихся в Закарпатье встречаются 13 видов, включающих 1 вид черепах, а также несколько видов ящериц и змей (ужи обычный и водный, эскулапов полоз, медянка и гадюка обыкновенная). В области представлен весь спектр земноводных, присутствующих в стране (17 видов): саламандра пятнистая, тритоны обыкновенный, гребенчатый, карпатский и альпийский, квакша обыкновенная, жаба зелёная, лягушка озёрная, прыткая и травяная. 57 видов рыб, распространённых в водоёмах Закарпатской области, характерны для бассейна Дуная. Для горных рек типичны лососевые (форель, хариус, лосось дунайский), для равнинных — карповые (карась, карп, плотва, марена обыкновенная, голавль, елец, завезённый толстолобик), сом, судак, ёрш обыкновенный, чоп, окунь, лещ, линь, щука.

### Охрана природы
В Украинских Карпатах, которые занимают большую часть области, сохранились наибольшие в Европе участки девственных широколиственных и смешанных пралесов, представляющих минимально искажённую антропогенным воздействием флору и фауну Среднеевропейской провинции Голарктической биогеографической зоны. Для сохранения их флоры и фауны в области открыт целый ряд заповедных территорий — заповедников (1 биосферный, с шестью обособленными участками), природных парков (2 национальных), заказников (заповедник Шипот с водопадом Воеводиным вокруг г. Полонина-Руна — г. Ровна (1479 м), к западу от Ждениево), дендропарков (дендрариум возле п. Великий Берёзный) и множество заслуживающих внимания памяток [памятников] природы, — в которых насчитывается св. 2000 видов растений, 350 видов млекопитающих и птиц. Общая площадь охраняемых территорий и заповедных объектов составляет 12,5 % территории Закарпатской области (по этому показателю с Закарпатьем на Украине соперничает только Хмельницкая область с недавно открытым парком «Подольские Товтры»).
К наибольшим и интереснейшим объектам природно-заповедного фонда Украины принадлежит Карпатский биосферный заповедник, созданный постановлением правительства УССР в рамках общесоветского процесса создания охраняемых территорий для сохранения первозданных природных комплексов в 1968 году. Экосистема заповедника отнесена к ценнейшим на планете и с 1993 входит в международную сеть биосферных резерватов, охраняемых ЮНЕСКО.
Общая площадь заповедника составляет 57 880 га, насчитывая 6 отделённых друг от друга участков-массивов: Черногоровский (Чёрногорский; с высочайшей вершиной Украинских Карпат горой Говерла), Мараморошский (Мармарошский; Раховские горы, гора Поп-Иван, 1940 м), Свидовецкий (вершины Близница и Драгобрат), Кузельский (Кузийский), Угольско-Широколужанский (наибольший массив девственных буковых лесов в Европе; близ села Угля сталактитовые пещеры), и уникальная «Долина нарциссов» близ Хуста, являющаяся крупнейшим массивом редчайшего высокогорного узколистного нарцисса в мире; а также два заказника — «Чёрная гора» и «Юльевская гора». Примечательно, что 5 из 6 массивов заповедника расположены на территории Закарпатья (а также [6-й] Черногорский, находящийся в Закарпатской (Раховский район) и Ивано-Франковской областях). Карпатский биосферный заповедник является одним из наибольших научных и эколого-образовательных центров Карпатского региона. В заповеднике создан музей экологии гор и истории природопользования Карпат, экспозиции которого демонстрируют строение и закономерности функционирования горных экосистем, особенности хозяйствования в горах, культуру и быт местных жителей. За выдающиеся достижения в сохранении естественного, культурного и исторического наследия Совет Европы впервые на Украине наградил Карпатский биосферный заповедник европейским дипломом.
Национальный природный парк «Синевир» создан в 1989 году [путём преобразования и расширения (до нынешней площади) ландшафтного заказника «Синевирское озеро», просуществовавшего 15 лет] в верховьях — район истока и верхней части водосбора — реки Теребли. Здесь — в горном массиве Горганы, центральной части Украинских Карпат (г. Стрымба, 1719 м; и г. Негровец, 1707 м), — на площади 40,4 тыс. га сохранились буковые, хвойные (смерековые), смешанные леса и высокогорные луга, где произрастает 914 видов высших сосудистых растений и охраняются около 100 видов (десятая часть) редчайших и исчезающих растений, а также целый ряд видов редких позвоночных животных — благородный олень, бурый медведь, косуля, дикий кабан, рысь, волк, лисица, енотовидная собака, куница, заяц серый, белка, выдра, барсук, горностай, глухарь, форель, пятнистая саламандра.
Синевир (озеро до 0,5 км², на высоте 989 м) — это визитная карточка Украинских Карпат, их своеобразный бренд, заслуженно привлекающий огромное количество туристов.
Ужанский национальный природный парк создан Указом Президента Украины от 27 сентября 1999 года № 1230/99. Парк (391,6 км²) расположен в горном массиве Восточные Бескиды (вдоль реки Уж почти на 45 км), являясь неотъемлемой составной частью единственного в мире трёхстороннего польско-словацко-украинского Международного биосферного заповедника «Восточные Карпаты», что подтверждается сертификатом МАБ ЮНЕСКО. В частности, на территории парка встречаются свыше 200 видов ценных целебных растений, 40 из которых занесены в Красную Книгу Украины.
Почти всё пространство занято густыми живописными лесами, с явным преобладанием хвойных пород, которые вечнозелёной чешуёй покрывают вершины и склоны гор. Иногда плотный лесной покров разрывают, вносящие ландшафтное разнообразие в пейзаж, редкие поляны (полонины), используемые трудолюбивыми карпатскими крестьянами под сенокосы и пастбища.

### Курортно-рекреационные ресурсы
Курортные ресурсы Закарпатской области составляют главным образом минеральные воды и климат. На территории области — около 360 минеральных источников, воды которых различны по составу и представляют все основные группы минеральных вод. Наиболее перспективны для курортного использования 30 месторождений, из которых на базе 13 функционируют санаторно-курортные учреждения [в комплексе рекреационных ресурсов области — по данным информационно-телефонного справочника «Жёлтые Страницы УКРАИНА» (yellowpages.ua) — 75 разведанных и 38 занесённых в Кадастр минеральных вод Украины месторождений 30-ти типов исследованных минеральных вод с дебитом 3,3 тыс. м³ в сутки, каковые являются уникальными].
В Межгорском районе, близ р. Рика [бальнеоклиматическая курортная местность Соймы], обнаружены значительные запасы углекислых хлоридно-гидрокарбонатных натриево-кальциевых вод, на базе источников соймовского месторождения функционирует курорт Верховина (с. Соймы); углекислая гидрокарбонатная кальциево-натриевая вода, содержащая кобальт, никель, марганец и железо, имеется в курортной местности Келечин. Крупное месторождение углекислых вод, содержащих железо, марганец, мышьяк, находится близ пос. Квасы (курортная местность Горная Тиса) и пос. Кобылецкая Поляна в Раховском районе. Углекислые воды обнаружены также в Хустском районе (курортная местность Драгово, курорт Шаян — у подножия г. Большой Шаян). Особенно богаты месторождения углекислых вод — Буркут (украинский Нарзан) — в Свалявском и Мукачевском районах, где расположена Свалявская группа курортов, а также курорт Карпаты (ж/д платформа Карпаты, Мукачевский район, близ с. Пасека; у границы со Свалявским районом; санаторий располагается в роскошном графском дворце К. Шенборна). Сульфидные сульфатные кальциевые воды месторождения в Мукачевском районе используются на курорте Синяк. Хлоридные натриевые воды обнаружены близ пос. Усть-Чорна в Тячевском районе. Минеральные воды применяются на курортах как для ванн, так и для питьевого лечения. Кроме того, в области имеется более 5 заводов, на которых разливают в качестве лечебно-столовых минеральных вод углекислые воды «Драговская» и «Лужанская»; в качестве лечебных — углекислые воды под названиями «Плосковская», «Поляна-Квасова» (+ «Поляна-Купель») и «Свалява».
В Закарпатской обл. функционируют также курорты: Квитка Полонины (с. Голубиное), Поляна (с 1892 года начато официальное использование с лечебными целями и розлив в бутылки воды источника Поляна-Купель) и Солнечное Закарпатье (Поляна-Квасова; оба в Поляне), имеются курортные местности Плоское (кои все 4 входят в Свалявскую группу курортов), Келечин, и др.
14 санаториев (5000 мест), в том числе 9 профсоюзных и 5 санаториев в ведении органов здравоохранения (900 мест), а также 10 санаториев-профилакториев, принадлежащих различным предприятиям и учреждениям; 2 профсоюзных дома отдыха. Для курортного строительства (и рекреационно-туристского отдыха — оздоровления) особенно перспективны Раховский, Межгорский, Воловецкий, Великоберезнянский, Перечинский, Хустский и Ужгородский районы, где сосредоточено свыше 60 % запасов углекислых вод. В Ужгороде функционирует филиал Одесского НИИ курортологии; наряду с клиникой в Ужгороде филиал имеет клиническую базу в Республиканской аллергологической больнице в пос. Солотвина. Одно из её отделений, предназначенное для лечения больных с бронхиальной астмой и некоторыми др. хроническими неспецифическими заболеваниями лёгких с астматическими проявлениями, находится в соляной шахте на глубине 300 м (см. Спелеотерапия).
Закарпатская область — важнейший район туризма общегосударственного значения. Здесь имеется, по меньшей мере, 11 турбаз (4000 мест), в том числе в Ужгороде, Мукачеве, Рахове, Воловце, Межгорье, Ясине и других местах; 4 экскурсионных бюро — в Ужгороде, Мукачеве, Хусте и Рахове.
Закарпатье — один из центров зимних видов спорта Украины.

## Население
Численность наличного населения области на 1 января 2020 года составляет 1 253 791 человек, в том числе городского населения 465 904 человека, или 37,2 %, сельского — 787 887 человек, или 62,8 %.
Среди регионов Украины Закарпатье, предпоследнее по территории, по численности населения находится на 19 месте, обходя Херсонскую (1173,7), Ровненскую (1173,1), Тернопольскую (1142,0), Кировоградскую (1128,7), Волынскую (1066,6) и Черновицкую (922,7 тыс. чел.) области. В общей численности населения Украины на область приходится 2,6 %.
Динамика изменения численности населения области за 50 лет не одинакова. Значительное её увеличение наблюдалось в 1950—1960 годах, когда естественный прирост населения составлял в среднем 13,6 тыс. чел. В последующие годы увеличение продолжалось, тем не менее, уже прослеживалась тенденция к уменьшению общего прироста. В 1995 году на Закарпатье впервые было зафиксировано уменьшение численности населения, которое за 7 лет (до 2002) составило 30,4 тыс. чел. Сокращение численности населения состоялось за счёт городских жителей — на 47,1 тыс., в то время как в сельской местности численность населения за этот период увеличилась на 16,7 тыс. чел. По информации, обнародованной пресс-службой Министерства юстиции Украины, в 2008 году впервые за многие годы рождаемость в Закарпатье превысила смертность. В I квартале 2009 года превышение рождаемости над смертностью составило 2 %, во II — уже 7 %, по итогам 2010 года — 19 %.
Подавляющее большинство жителей области — 62,9 % — проживает в сельской местности. Численность населения одного села в Закарпатье в среднем составляет 1,4 тыс. чел. (средний показатель по Украине — 1,7 тыс.). До административно-территориальной реформы 2020 года наибольшим по численности населения не только в области, а и во всей Украине являлся преимущественно горный Тячевский район, на территории которого проживало 13,7 % жителей области. Наименьшим являлось население Воловецкого района, численность населения которого составляла 2,1 % от населения области. 20 % населения проживает в 192 горных населённых пунктах области.
Численность наличного населения области на 1 сентября 2014 года составила 1 259 068 человек (что на 3 051 человека больше, чем 1 сентября 2013 года), в том числе городское население: 467 163 человека (37,1 %), сельское: 791 905 человек (62,9 %). Постоянное население: 1 256 235 человек, в том числе городское население: 462 017 человек (36,78 %), сельское: 794 218 человек (63,22 %). Население областного центра составило 115 455 человек (9,17 % от населения области).

### Национальный состав

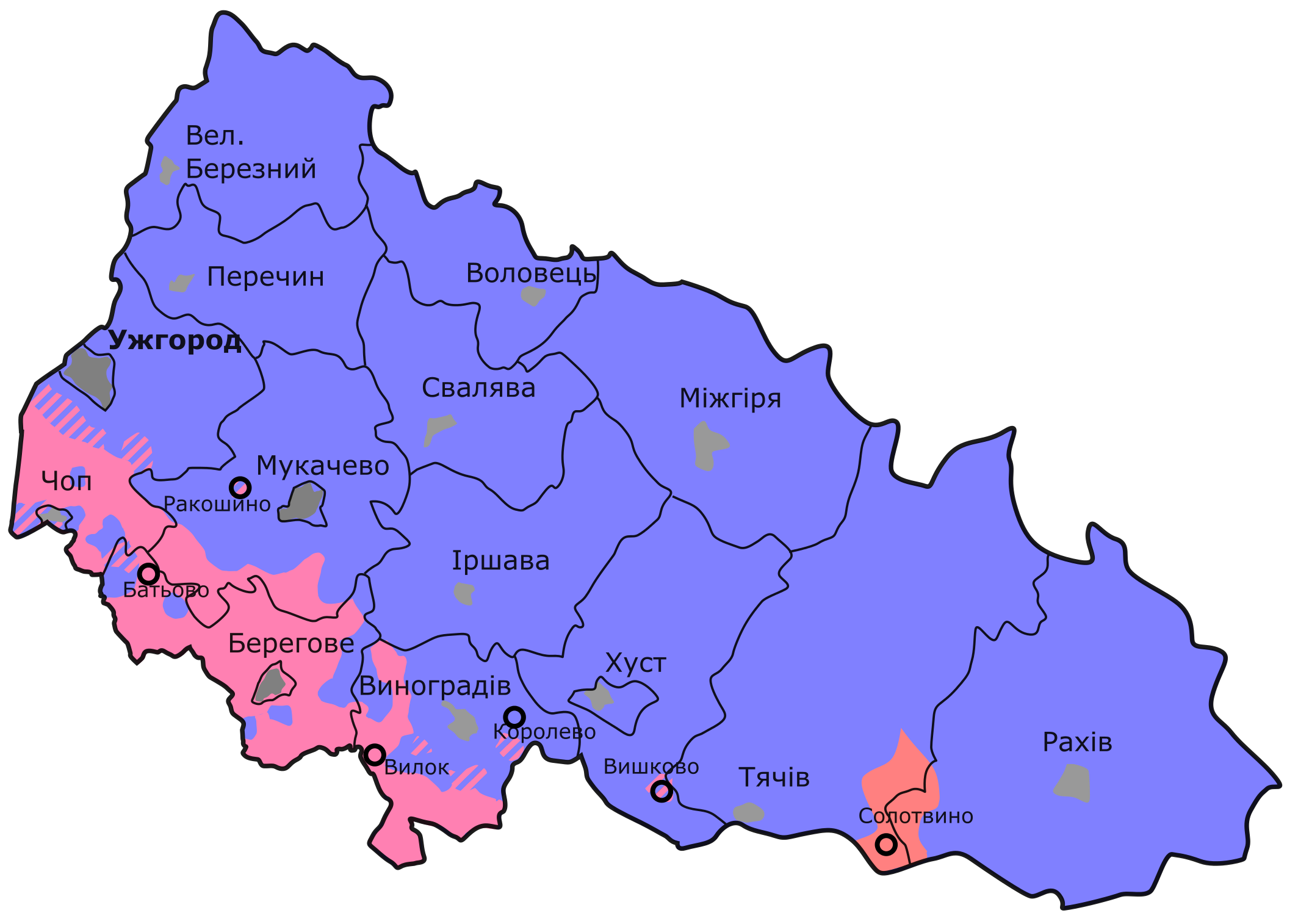
Национальный состав населения области (территории с большинством населения на местах закрашены: синим — украинцы, розовым — венгры, красным — румыны)

Численность основных этнических групп в области по переписи 2001 года:
- Украинцы — 1 010 127 (80,51 %)
- Венгры — 151 508 (12,08 %)
- Румыны — 32 109 (2,56 %)
- Русские — 30 993 (2,47 %)
- Цыгане — 14 002 (1,12 %)
- Словаки — 5693 (0,45 %)
- Другая национальная принадлежность — 9896 (0,79 %)
- Не указали национальную принадлежность — 286 (0,02 %)
- Всё население — 1 254 614 (100,00 %)

По разным современным оценкам, в то время, как население Закарпатской области в целом стагнирует или немного увеличивается, из-за низкой рождаемости и эмиграции значительной части венгров в Венгрию их численность в области существенно сократилась: со 151,5 тысяч человек в 2001 году до 70—80 тысяч или 80—90 тысяч в 2024 году.

### Языковой состав

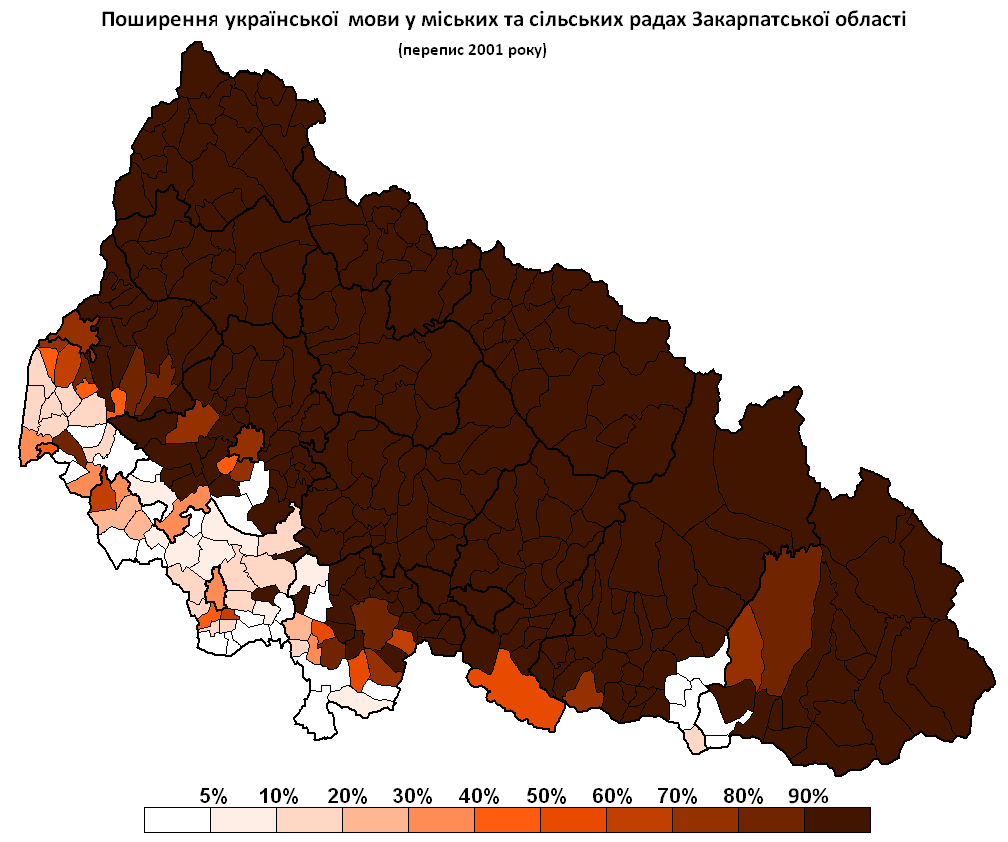
Украинский язык в Закарпатской области по переписи 2001 года.

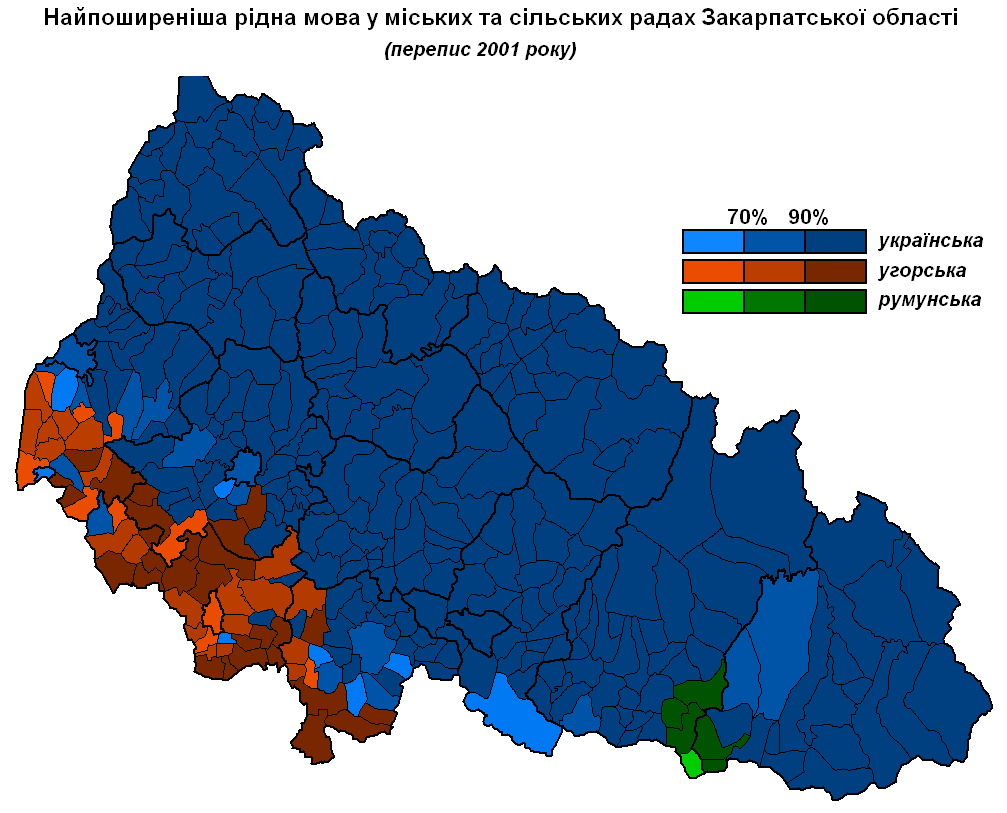
Родные языки на территории местных советов по переписи 2001 года.

Закарпатская область была одной из немногих областей Украинской ССР, где доля украиноязычных возрастала несмотря на проводимую в СССР русификацию Украины. Родной язык населения Закарпатской области по результатам переписей населения, %
|            | 1959 | 1970 | 1989 | 2001 |
| ---------- | ---- | ---- | ---- | ---- |
| Украинский | 73,5 | 76,1 | 78,1 | 81,0 |
| Венгерский | 16,3 | 15,4 | 13,4 | 12,7 |
| Русский    | 4,2  | 4,2  | 5,0  | 2,9  |
| Румынский  | 2,0  | 2,1  | 2,3  | 2,6  |
| Другие     | 4,0  | 2,2  | 1,2  | 0,8  |

Родной язык населения Закарпатской области по данным переписи 2001 года:
|                          | Население | Украинский | Венгерский | Русский | Румынский |
| ------------------------ | --------- | ---------- | ---------- | ------- | --------- |
| Закарпатская область     | 1 258 264 | 81,0 %     | 12,7 %     | 2,9 %   | 2,6 %     |
| г. Ужгород               | 117 317   | 75,6 %     | 7,0 %      | 12,4 %  |           |
| г. Мукачево              | 82 346    | 77,6 %     | 8,5 %      | 10,7 %  |           |
| Хуст (горсовет)          | 32 348    | 91,0 %     | 4,3 %      | 3,8 %   |           |
| Берегово (горсовет)      | 27 235    | 38,4 %     | 54,8 %     | 6,3 %   |           |
| Береговский район        | 53 841    | 18,8 %     | 80,2 %     | 0,8 %   |           |
| Великоберезнянский район | 28 016    | 99,0 %     |            | 0,6 %   |           |
| Виноградовский район     | 117 863   | 72,0 %     | 26,3 %     | 1,3 %   |           |
| Воловецкий район         | 25 336    | 99,1 %     | 0,1 %      | 0,7 %   |           |
| Иршавский район          | 100 881   | 99,0 %     | 0,1 %      | 0,7 %   |           |
| Межгорский район         | 50 057    | 99,3 %     |            | 0,5 %   |           |
| Мукачевский район        | 101 572   | 84,2 %     | 13,8 %     | 0,7 %   |           |
| Перечинский район        | 31 790    | 96,6 %     | 0,2 %      | 1,3 %   | 0,9 %     |
| Раховский район          | 90 811    | 84,6 %     | 2,5 %      | 0,9 %   | 11,5 %    |
| Свалявский район         | 55 468    | 97,3 %     | 0,5 %      | 1,6 %   |           |
| Тячевский район          | 172 389   | 83,5 %     | 2,8 %      | 1,1 %   | 12,4 %    |
| Ужгородский район        | 74 433    | 58,9 %     | 36,5 %     | 2,4 %   |           |
| Хустский район           | 96 561    | 95,2 %     | 3,9 %      | 0,8 %   |           |

Украинский язык является единственным официальным языком на всей территории Закарпатской области.
По данным опроса, проведённого Социологической группой «Рейтинг» с 16 ноября по 10 декабря 2018 года в рамках проекта «Портрети Регіонів», 82 % жителей Закарпатской области считали, что украинский язык должен быть единственным государственным языком на всей территории Украины. 10 % считали, что украинский язык должен быть единственным государственным языком, а русский — вторым официальным в некоторых регионах страны. 8 % затруднились с ответом.
15 декабря 2022 года решением Закарпатского областного совета в Закарпатской области утверждена «Программа развития и функционирования украинского языка как государственного во всех сферах общественной жизни в Закарпатской области на 2023—2027 годы», главной целью которой является усиление позиций украинского языка в различных сферах общественной жизни региона.
По данным исследования Центра контент-анализа, проведённого в период с 15 августа по 15 сентября 2024 года, темой которого стало соотношение украинского и русского языков в украинском сегменте социальных сетей, в Закарпатской области на украинском языке писалось 86,8 % сообщений (в 2023 году — 81,4 %, в 2022 году — 75,6 %, в 2020 году — 41,6 %), на русском — 13,2 % (в 2023 году — 18,6 %, в 2022 году — 24,4 %, в 2020 году — 58,4 %).
Между 1991/92 и 2021/22 учебными годами доля учеников, получающих общее среднее образование в школах и классах с украинским языком преподавания в Закарпатской области возросла с 81,7 % до 87,9 %. Рост произошёл в основном за счёт украинизации школ и классов с русским языком преподавания, в которых в 1991/92 учебном году обучались 7,3 % учащихся области.
В период с 2012/13 по 2016/17 учебный год в Закарпатской области доля учеников, получавших общее среднее образование в классах с преподаванием на русском языке колебалась в районе 0,91—1,02 %. Также с 2012/13 по 2016/17 учебный год доля учеников области, изучающих русский язык либо в русскоязычных классах, либо как отдельный предмет в классах с украинским или другим языком преподавания, сократилась с 19,58 % до 10,03 %.
По данным Государственной службы статистики Украины в 2023/24 учебном году в Закарпатской области 163 651 учеников получали общее среднее образование, из них 146 563 (89,56 %) обучались в украиноязычных классах, 14 623 (8,94 %) — в венгероязычных, 2 347 (1,43 %) — в румыноязычных, 118 (0,07 %) — в словакоязычных. Из 71 315 получающих среднее образование в городских образовательных учреждениях 65 021 (91,17 %) получали образование на украинском, 5 806 (8,14 %) — на венгерском, 370 (0,52 %) — на румынском, 118 (0,17 %) — на словацком. Из 92 336 получающих среднее образование в сельских образовательных учреждениях 81 542 (88,31 %) получали образование на украинском, 8 817 (9,55 %) — на венгерском, 1 977 (2,14 %) — на румынском.
По данным Государственной службы статистики Украины в 2024/25 учебном году в Закарпатской области 158 790 учеников получали общее среднее образование, из них 142 649 (89,84 %) обучались в украиноязычных классах, 13 683 (8,62 %) — в венгероязычных, 2 339 (1,47 %) — в румыноязычных, 119 (0,07 %) — в словакоязычных. Из 69 684 получающих среднее образование в городских образовательных учреждениях 63 677 (91,38 %) получали образование на украинском, 5 507 (7,90 %) — на венгерском, 381 (0,55 %) — на румынском, 119 (0,17 %) — на словацком. Из 89 106 получающих среднее образование в сельских образовательных учреждениях 78 972 (88,63 %) получали образование на украинском, 8 176 (9,17 %) — на венгерском, 1 958 (2,20 %) — на румынском.

### Генетические исследования
По данным исследования 2015 года среди украинцев Закарпатья с частотами от 30 % до 14 % встречались следующие четыре гаплогруппы Y-хромосомы (в порядке убывания частот):
- R1a1a1*(М198),
- I2a (Р37.2),
- R1a1a1g (М458),
- E1b1b1a1 (M78)[42].

Частоты гаплогрупп I1 (М253) и R1b1b2 (М269) составляли около 4 % каждая. Перечисленные шесть Y-хромосомных линий составляют в общей сложности около 96 % всего генофонда исследованной закарпатской популяции. В отличие от других украинских популяций в закарпатской выборке не было обнаружено ни одного носителя гаплогруппы N1c (M178). Также эта гаплогруппа практически отсутствует среди венгров и румын. Очевидно, Карпаты явились эффективным природным барьером на пути распространения N1c (M178) в юго-западном направлении.

## Административно-территориальное устройство
Административный центр Закарпатской области — город Ужгород.

### Районы
17 июля 2020 года принято новое деление области на 6 районов:
| № | Район             | Население (тыс. чел.) | Площадь (км²) | Административный центр |
| - | ----------------- | --------------------- | ------------- | ---------------------- |
| 1 | Береговский район | 209,2                 | 1460,2        | г. Берегово            |
| 2 | Мукачевский район | 254,6                 | 2056,5        | г. Мукачево            |
| 3 | Раховский район   | 82,8                  | 1843,7        | г. Рахов               |
| 4 | Тячевский район   | 185,3                 | 1873,9        | г. Тячев               |
| 5 | Ужгородский район | 255,8                 | 2362,4        | г. Ужгород             |
| 6 | Хустский район    | 269,1                 | 3180,3        | г. Хуст                |

Районы в свою очередь делятся на 64 городские, поселковые и сельские общины.

### Населённые пункты

#### Города
| - Берегово - Виноградов - Иршава - Мукачево - Перечин - Рахов | - Свалява - Тячев - Ужгород - Хуст - Чоп |

#### Общие списки
| ↘1 261 000 | N/D        | ↘1 259 000 | ↘1 257 000 | ↘1 255 000 | ↘1 252 000 | ↘1 250 790 | ↗1 249 100 | ↗1 251 900 | ↗1 253 290 |
| 2012       | 2013       | 2014       | 2015       | 2016       | 2017       | 2018       | 2019       | 2020       | 2021       |
| ↗1 254 000 | ↗1 257 402 | ↗1 259 115 | ↗1 260 550 | ↘1 260 220 | ↘1 259 170 | ↘1 258 020 | ↘1 256 990 | ↘1 252 100 | ↘1 247 200 |
| 2022       |            |            |            |            |            |            |            |            |            |
| ↘1 243 900 |            |            |            |            |            |            |            |            |            |

| №   | Наименование     | На украинском    | количество жителей |
| --- | ---------------- | ---------------- | ------------------ |
| 1.  | Ужгород          | Ужгород          | 116 400            |
| 2.  | Мукачево         | Мукачеве         | 85 600             |
| 3.  | Хуст             | Хуст             | 35 500             |
| 4.  | Виноградов       | Виноградів       | 27 600             |
| 5.  | Берегово         | Берегове         | 24 270             |
| 6.  | Свалява          | Свалява          | 18 600             |
| 7.  | Рахов            | Рахів            | 17 000             |
| 8.  | Иршава           | Іршава           | 10300              |
| 9.  | Тячев            | Тячів            | 9200               |
| 10. | Межгорье         | Міжгір’я         | 9656               |
| 11. | Великий Бычков   | Великий Бичків   | 9430               |
| 12. | Солотвино        | Солотвино        | 9276               |
| 13. | Дубовое          | Дубове           | 9261               |
| 14. | Великие Лучки    | Великі Лучки     | 9029               |
| 15. | Чоп              | Чоп              | 8919               |
| 16. | Ильница          | Ільниця          | 8902               |
| 17. | Буштыно          | Буштино          | 8554               |
| 18. | Королёво         | Королево         | 10 165             |
| 19. | Вышково          | Вишково          | 8141               |
| 20. | Белки            | Білки            | 8078               |
| 21. | Ясиня            | Ясіня            | 8006               |
| 22. | Тересва          | Тересва          | 7469               |
| 23. | Нижняя Апша      | Нижня Апша       | 7252               |
| 24. | Перечин          | Перечин          | 7083               |
| 25. | Чинадиево        | Чинадієво        | 6817               |
| 26. | Великий Березный | Великий Березний | 6804               |
| 27. | Долгое           | Довге            | 6794               |
| 28. | Великие Комяты   | Великі Ком’яти   | 6744               |
| 29. | Грушево          | Грушово          | 5890               |
| 30. | Калины           | Калини           | 5844               |
| 31. | Великая Добронь  | Велика Добронь   | 5687               |
| 32. | Воловец          | Воловець         | 5700               |
| 33. | Среднее Водяное  | Середнє Водяне   | 5676               |
| 34. | Кушница          | Кушниця          | 6100               |
| 35. | Деловое          | Ділове           | 2673               |

### История деления области
8 декабря 1966 года были образованы Великоберезнянский и Воловецкий районы.

Районы Закарпатской области до 17 июля 2020 года

Число административных единиц и населённых пунктов области до 17 июля 2020 года:
- районов — 13;
- районов в городах — 0;
- населённых пунктов — 609, в том числе:
  - сельских — 579;
  - городских — 30, в том числе:
    - посёлков городского типа — 19;
    - городов — 11, в том числе:
      - городов областного значения — 5;
      - городов районного значения — 6;
- сельских советов — 307.

13 районов до 17 июля 2020 года:
| - Береговский район - Великоберезнянский район - Виноградовский район - Воловецкий район - Иршавский район | - Межгорский район - Мукачевский район - Перечинский район - Раховский район | - Свалявский район - Тячевский район - Ужгородский район - Хустский район |

Статусы городов до 17 июля 2020 года:
| Города областного значения: - Берегово - Мукачево - Ужгород - Хуст - Чоп | Города районного значения: - Виноградов - Иршава - Перечин - Рахов - Свалява - Тячев |

### Органы власти
Местное самоуправление в области осуществляет Закарпатский областной совет, исполнительную власть — областная государственная администрация. Главой области является председатель облгосадминистрации, назначаемый Президентом Украины.

## Экономика
За последние[уточнить] годы состоялись существенные изменения в структуре промышленного производства Закарпатья. Промышленность стала больше приближённой к ресурсным возможностям области.
Отраслями производственной специализации являются лесная и деревообрабатывающая промышленность (производство мебели, пиломатериалов, шпона, паркета), лесохимическая (продукты переработки древесины), пищевая промышленность (производство вина, коньяка, плодоконсервной продукции, безалкогольных напитков и минеральной воды), лёгкая промышленность (швейные и трикотажные изделия, бельё, пальто, куртки, костюмы мужские, обувь, головные уборы), машиностроение (металлорежущие станки, электродвигатели, арматура трубопроводная, бытовые газовые конвекторы, газовые счётчики), промышленность стройматериалов (производство щебня, облицовочных материалов).
Ведущими предприятиями области являются предприятия, которые привлекли инвестиции, провели реконструкцию и модернизацию производства, повысили конкурентоспособность продукции на внутреннем и внешнем рынках.
Закарпатские предприятия сотрудничают с партнёрами из 73 стран мира.
Экспорт товаров осуществляли 422 субъекта предпринимательской деятельности области, импорт — 387.
Основными позициями экспорта являются:
- текстиль и текстильные изделия — 24,3 % общих объёмов экспорта;
- механическое и электротехническое оборудование — 23,7 %;
- древесина и деревянные изделия — 19,8 %;
- игрушки и спортинвентарь — 6,6 %;
- мебель — 6,2 %;
- приборы — 5,8 %.

Структура импорта состоит из:
- механическое и электротехническое оборудование — 35,8 % общего объёма импорта;
- текстиль и вспомогательные материалы в виде давальческого сырья для швейной промышленности — 20,3 %;
- транспортные средства — 14,1 %;
- пластмассы и каучук — 7,4 %;
- продукция химической промышленности — 4,1 %.

Динамика количества субъектов предпринимательской деятельности в Закарпатской области (состоянием на 1 января; единиц):
2002 — 16 158; 2003 — 16 640; 2004 — 16 740; 2005 — 17 058; 2006 — 17 810; 2007 — 18 964.
| N | показатель              | единицы          | значение, 2019 г. |
| - | ----------------------- | ---------------- | ----------------- |
| 1 | Экспорт товаров         | млн долларов США | 1382,8 (2014 год) |
| 2 | Уд.вес в общеукраинском | %                | 2,6               |
| 3 | Импорт товаров          | млн долларов США | 1734,6 (2014 год) |
| 4 | Уд.вес в общеукраинском | %                | 3,2               |
| 5 | Сальдо экспорт-импорт   | млн долларов США | −351,8 (2014 год) |
| 6 | Капитальные инвестиции  | млн гривен       | 2524,4 (2014 год) |
| 7 | Средняя зарплата        | грн              | 9300              |
| 8 | Средняя зарплата        | долларов США     | 230,8 (2014 год)  |

Приватизация в Закарпатье — по причине отсутствия стабильной экономической базы и необходимых инвестиций — наиболее отрицательно сказалась на положении малых и средних предприятий. Область — по данным на 1 июля 1999-го года — получила иностранных инвестиций, на сумму, чуть более, 130 000 000 $. Это составляет 4,6 % от общей суммы иностранных инвестиций в экономику Украины. Перечень государств, инвестирующих в экономику Закарпатья (на 01.07.99) — следующий: Венгрия — 26,8 млн USD (20,6 %); США — 18,3 млн USD; Словакия — 15,8 млн USD; Германия — 8,4 млн USD; Россия — 2,5 млн USD. За счёт инвестиций в области в этот период функционировало 324 совместных предприятий и 62 предприятий, находящихся в 100 % собственности иностранных владельцев. Из них число украино-венгерских совместных предприятий — 110.

## Образование
В области действуют:
- Ужгородский национальный университет
- Мукачевский государственный университет
- Закарпатский филиал Киевского славистического университета
- Естественно-гуманитарный колледж Ужгородского государственного института информатики, экономики и права
- Закарпатский институт Межрегиональной академии управления персоналом
- Закарпатский венгерский институт
- Закарпатский институт методики обучения и воспитания, повышения квалификации педагогических кадров
- Ужгородская Украинская Богословская Академия им. святых Кирилла и Мефодия
- Ужгородский колледж искусств им. А. М. Эрдели
- Ужгородский коммерческий техникум
- Ужгородская Богословская Академия им. блаженного Теодора Ромжи[52]

## СМИ
Некоторые известные издания — газеты «Новини Закарпаття» (тираж 30 000 экз.), «Екстра Закарпаття» (тираж 41 000 экз.), «Закарпатські оголошення» (тираж 14 500 экз), «Неділя. Поради» (тираж 12 000 экз.), «Закарпатська правда» (тираж 11 500 экз.).

## Награды
- Орден Ленина (26 февраля 1958 года)[54].